# Термінал ЗПГ Джафрабад
Термінал ЗПГ Джафрабад — інфраструктурний об'єкт для прийому та регазифікації зрідженого природного газу, який споруджується на заході Індії у штаті Гуджарат.
На початку 21 століття на тлі зростання енергоспоживання в Індії виник дефіцит природного газу, для покриття якого почали споруджувати термінали по прийому ЗПГ. Об’єкт у Джафрабаді може стати восьмим за часом введення (після терміналів ЗПГ Дахедж, Хазіра, Дабхол, Кочі, Енноре, Мундра та Джайгарх) і четвертим у Гуджараті. При цьому він буде другим (після Джайгарху), який використовуватиме плавучу установку зі зберігання та регазифікації (FSRU), що зменшує необхідні капітальні інвестиції.
Місце для розташування терміналу обрали між портами Джафрабад на заході та Піпавав на сході. Він матиме хвилелам довжиною 2,2 км, під прихистком якого розташується причальна споруда, до якої з двох сторін зможуть швартуватись FSRU та ЗПГ-танкер. Під час спорудження гавані терміналу, котра матиме мінімальну глибину 14,5 метрів, потрібно буде вибрати 8,5 млн м3 грунту.
Для видачі продукції термінал за допомогою перемички під’єднають до газотранспортної системи компанії Gujarat State Petronet Limited (GSPL), головним елементом якої на півдні півострова Катхіавар (де й споруджується термінал) є газопровід Дарод – Джафрабад. В грудні 2020-го GSPL заявила, що роботи по прокладанню до терміналу трубопроводу діаметром 750 мм почались.
Проектна приймальна здатність терміналу складає 5 млн тон на рік (в подальшому можливе збільшення цього показника до 10 млн тон). На ньому працюватиме FSRU Vasant 1, яка має резервуари для зберігання 180 тисяч м3 ЗПГ.
Проект реалізує компанія Swan Energy. Вона ж, що незвично, також є власником Vasant 1, спорудження якої завершили восени 2020 року. В той же час, у 2019 році під час муссону Vayu частково споруджений хвилелам зазнав ушкоджень, що відтермінувало введення в дію всього терміналу. Також на хід робіт вплинула епідемія Covid-19. Наразі запуск об’єкту планують на 2022 рік.